# 6818 Sessyu
6818 Sessyu eller 1983 EM1 är en asteroid i huvudbältet som upptäcktes den 11 mars 1983 av de båda japanska astronomerna Hiroki Kōsai och Kiichirō Furukawa vid Kiso-observatoriet i Japan. Den är uppkallad efter den japanske målaren Sesshū Tōyō.
Asteroiden har en diameter på ungefär 5 kilometer och den tillhör asteroidgruppen Flora.